# Caso Miller contra Bonta
El caso Miller contra Bonta (en inglés Miller v. Bonta) es un caso judicial pendiente ante el Tribunal de Apelaciones del Noveno Circuito de los Estados Unidos en relación con la prohibición de armas de asalto de California, la Ley de control de armas de asalto Roberti-Roos de 1989 (AWCA). El juez Roger Benitez del Tribunal de Distrito de los Estados Unidos para el Distrito Sur de California anuló la prohibición en un fallo del 5 de junio de 2021. Un panel de tres jueces del Noveno Circuito emitió una suspensión del fallo el 21 de junio de 2021, dejando la prohibición vigente mientras se litigaban las apelaciones. El caso se conoció como Miller contra Becerra antes de que Rob Bonta sucediera a Xavier Becerra como Fiscal General de California en abril de 2021.

## Antecedentes
Las leyes de armas de California se encuentran entre las más estrictas de los Estados Unidos. La Ley de control de armas de asalto Roberti-Roos de 1989 (AWCA) prohibió la propiedad y transferencia de modelos específicos de armas de fuego que se clasificaron como armas de asalto. Firmada por el gobernador George Deukmejian, un republicano, fue la primera ley aprobada en respuesta al tiroteo de la Escuela Primaria Cleveland en Stockton ese año. Inspiró prohibiciones similares en otros seis estados y el Distrito de Columbia, así como la Prohibición Federal de Armas de Asalto de 1994 que expiró en 2004. En los años posteriores, las armas de asalto prohibidas por estas medidas se han utilizado en tiroteos escolares en los Estados Unidos. Una enmienda a la AWCA entró en vigor en 2000, prohibiendo las armas de asalto basadas en un conjunto alternativo de características en lugar de por modelo. Sin embargo, los propietarios de armas han podido sortear la ley haciendo pequeños ajustes a las armas o comprando fusiles estilo AR-15 «que cumplen con las normas de California».
En agosto de 2000, la AWCA sobrevivió a una impugnación constitucional estatal en Kasler contra Lockyer ante la Corte Suprema de California. El Tribunal de Apelaciones del Noveno Circuito dictaminó en Nordyke contra King que la Segunda Enmienda, que protege el derecho a portar armas, no se aplica a los gobiernos estatales y locales. Sin embargo, la Corte Suprema de los Estados Unidos falló más tarde en McDonald contra la Ciudad de Chicago que sí se aplica a todos los niveles de gobierno, lo que hace posible que el acto sea impugnado en un tribunal federal.
Los fallos del Tribunal de Distrito de los Estados Unidos para el Distrito Sur de California, con sede en San Diego, pueden tener implicaciones en todo el Noveno Circuito, con mucho el más grande del país. El juez Roger Benítez fue nominado al tribunal por el presidente George W. Bush y confirmado por el Senado con 98 votos a favor y uno en contra, a pesar de la abrumadora oposición de un comité de la American Bar Association, el colegio de abogados de los Estados Unidos. Benitez ha anulado varias leyes de control de armas de California. En Duncan contra Becerra y Rhode contra Becerra, se anularon partes de la Proposición 63 de California de 2016, que prohibían la posesión de cargadores de alta capacidad y el requierimiento de verificación de antecedentes para la compra de municiones, respectivamente. El estado está apelando ambas decisiones. Los defensores del control de armas dicen que el proceso único de la corte de San Diego para transferir casos relacionados con un solo juez, entre los más de una docena de jueces de la corte, ha alentado a los defensores de los derechos de las armas a participar en forum shopping.

## Procedimientos legales

### Tribunal de Distrito

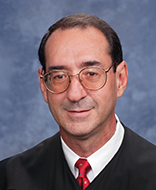
El juez Roger Benitez emitió una medida cautelar contra la prohibición el 4 de junio de 2021. Su decisión quedó pendiente de apelación.

El 15 de agosto de 2019, James Miller, miembro de la junta de Propietarios de Armas del Condado de San Diego, demandó al fiscal general Xavier Becerra y al Director de la Oficina de Armas de Fuego de California, alegando que la prohibición era una restricción inconstitucional de derechos de la Segunda Enmienda. A él se unieron el comité de acción política de Propietarios de Armas del Condado de San Diego, la Fundación de Derechos de Armas de California, la Fundación de la Segunda Enmienda y la Coalición de Política de Armas de Fuego, junto con otros tres residentes del condado de San Diego que dijeron que poseían legalmente rifles, fusiles o pistolas pero que no podían usar cargadores de alta capacidad en ellos debido a la ley.
El caso se argumentó ante el juez superior Roger Benitez del Tribunal de Distrito de los Estados Unidos para el Distrito Sur de California. Los demandantes argumentaron que la definición de «arma de asalto» tiene una motivación política y evita que los ciudadanos respetuosos de la ley obtengan y utilicen armas de fuego para la autodefensa, la caza y otros fines legales. La oficina de Becerra argumentó que la prohibición era necesaria porque las armas de asalto son más letales y se usan de manera desproporcionada en delitos y tiroteos masivos. Benítez negó las solicitudes de Everytown for Gun Safety y del Giffords Law Center to Prevent Gun Violence para presentar un amicus curiae a favor del estado. En abril de 2021, Rob Bonta se hizo cargo de la defensa cuando sucedió a Becerra como fiscal general de California.
El 4 de junio de 2021, Benitez falló a favor de los demandantes, declarando inconstitucional la AWCA y emitiendo una medida cautelar permanente contra la aplicación de disposiciones específicas de la ley. Abrió el fallo de 94 páginas comparando un fusil tipo AR-15 con una navaja suiza como «una combinación perfecta de arma de defensa doméstica y equipo de defensa nacional» y describió al AR-15 como «bueno tanto para el hogar como para la batalla» citando Distrito de Columbia contra Heller y Estados Unidos contra Miller. Describió la prohibición como un experimento fallido y razonó que la prohibición cubre las armas que se utilizan comúnmente con fines legales. Al descartar la necesidad de prohibir los fusiles de asalto, citó la prevalencia de muertes por apuñalamiento en el estado en comparación con los asesinatos con arma de fuego y afirmó, sin evidencia, que «han muerto más personas por la vacuna contra la COVID-19 que por tiroteos masivos en California». A solicitud de Bonta, Benitez concedió una suspensión de la medida cautelar por 30 días pendiente de apelación.

### Tribunal de Circuito
El 10 de junio de 2021, el fiscal general Bonta y el director de la Oficina de Armas de Fuego, Luis López, apelaron el fallo ante la Corte de Apelaciones del Noveno Circuito. El 21 de junio, un panel de tres jueces del Noveno Circuito - Barry G. Silverman, Jacqueline Nguyen y Ryan D. Nelson - accedió a su solicitud de extender la suspensión mientras se litigan las apelaciones.
El alcalde de San José Sam Liccardo ha invitado a otras ciudades de California a unirse a un amicus curiae apoyando el llamamiento del estado. Otra impugnación de la AWCA, Rupp contra Becerra, ya ha sido apelada ante el Tribunal del Noveno Circuito del Tribunal de Distrito de los Estados Unidos para el Distrito Central de California. Si un caso pendiente no relacionado ante la Corte Suprema de los Estados Unidos, New York State Rifle & Pistol Association, Inc. contra Bruen, se decide de manera amplia, podría afectar la forma en que se deciden los casos de control de armas como Miller y Rupp.

## Reacción
Funcionarios estatales, incluido el gobernador Gavin Newsom y el fiscal general Rob Bonta, emitieron declaraciones enérgicas en contra del fallo del juez Benítez. Newsom tuvo un problema particular con el juez Benitez al comparar un fusil tipo AR-15 con una navaja suiza en la primera oración de su opinión. Bonta señaló que el fallo se había dictado días después de un tiroteo masivo en San José, aunque las pistolas semiautomáticas utilizadas en ese tiroteo no habían sido prohibidas. El Centro de Leyes Giffords para Prevenir la Violencia Armada calificó de insultante que el fallo se dictó en el Día Nacional de Concientización sobre la Violencia con Armas.
Los grupos de derechos de armas, incluida la Asociación Nacional del Rifle, la Coalición de Política de Armas de Fuego y Gun Owners of America, celebraron el fallo.

## Lectura adicional
- Miller v. Bonta, ECF No. 115  (S.D. Cal. 4 de junio de 2021).

- Datos: Q107145295